# André Gomes (håndboldspiller)
André Gomes (født 27. juli 1998 i Braga, Portugal) er en portugisisk håndboldspiller, som spiller i FC Porto og på Portugals herrehåndboldlandshold.
Han deltog under EM i håndbold 2020 i Sverige/Østrig/Norge.